# Бескамерная шина
Бескамерная шина (англ. Tubeless tire) — вид шины, в котором отсутствует камера, а борт шины герметично примыкает к диску колеса.

## История создания
В 1903 году Пол Литчфилд, инженер и председатель правления компании «Goodyear», разработал и запатентовал первую в мире бескамерную шину, которая была представлена на нескольких выставках. Однако, его изобретение в те годы посчитали ненадёжным и небезопасным. Позже патенты на бескамерные шины получали «Killen Tire» (Великобритания, 1930), «Wingfoot Corporation» (ЮАР, 1944), «BFGoodrich» (США, 1952). Но лишь в 1954 году с конвейера сошла серия автомобилей «Packard», оснащённых бескамерными шинами.

## Виды
В настоящее время бескамерные шины широко используются на автомобилях, мотоциклах, велосипедах и различной спецтехнике.
На данный момент существует 3 вида бескамерных велосипедных шин:
- UST (Universal System Tubeless) компании «Mavic».
- TLR (Tubeless Ready) компании «Bontrager».
- Римстрип.

## Преимущества
- Меньший вес колеса.
- Меньший нагрев при высокой скорости езды.
- Долгосрочное сохранение давления в случае повреждения шины.
- Более длительный срок эксплуатации (примерно на 10-12% относительно камерных шин).
- Устойчивость к проколам (самогерметизация шины), сохранение давления после проколов. (при использовании герметика для бескамерных шин)

## Недостатки
- Более высокая стоимость.
- Более сложный процесс бортирования.
- Более сложный процесс капитального ремонта прокола.
- Высокая уязвимость в области стыковки диска и борта шины.